# Язычково
Язы́чково (бел. Язычкава) — деревня в составе Михеевского сельсовета Дрибинского района Могилёвской области Республики Беларусь.

## Население
- 1999 год — 18 человек
- 2010 год — 2 человека

## Знаменитые земляки
- Серяков Иван Степанович - доктор сельскохозяйственных наук, профессор.